# Marcelo Arroita-Jáuregui
Marcelo Arroita-Jáuregui Alonso (La Hermida, 1922- Santander, 1992) va ser un escriptor, poeta, traductor, crític cinematogràfic i actor espanyol. Nascut el 1922, va fer estudis universitaris i es va llicenciar en dret. D'ideologia obertament falangista, Arroita-Jáuregui en una ocasió va arribar a exigir «un cinema revolucionari, religiosament exacte, políticament vàlid, socialment educatiu i estèticament valuós». Va estar molt lligat al món cinematogràfic, destacant com a crític de cinema, i també en la seva faceta com a censor cinematogràfic. Va ser auxiliar de direcció en la pel·lícula Calle Mayor de Juan Antonio Bardem. També va intervenir com a actor secundari en diverses pel·lícules, entre altres Miss Muerte, El Secreto del Dr. Orloff, Operación Plus Ultra, El otro árbol de Guernica o De camisa vieja a chaqueta nueva.
En els seus primers anys va ser un dels impulsors de la revista santanderina Proel. Al llarg de la seva vida col·laboraria amb nombroses publicacions, com els diaris Alerta i El Alcázar, o les revistes Haz, La Hora, Alcalá —de la que en va ser director—, Laye, Correo Literario, Ateneo, Objetivo i Film Ideal.

## Obres
- —— (1951). El hombre es triste. Ediciones Proel.
- —— (1958). Tratado de la pena. Cantalapiedra.